# هیپ هاپ غرب میانه
هیپ هاپ غرب میانه (به انگلیسی: Midwest hip hop) ژانری محلی از موسیقی هیپ هاپ است که توسط هنرمندان مستقر در ایالت‌های غرب میانه آمریکا اجرا می‌شود. بر خلاف ساحل شرقی، ساحل غربی و همتایان جنوبی، هیپ هاپ غرب میانه از نظر سبک یا تولید ثابت‌های کمی دارد.